# Saturday Rock Action
Saturday Rock Action è il secondo album degli Hawk Nelson.
L'album è stato fatto senza un'etichetta discografica.

## Le canzoni
1. - The Grand Introduction - 0:45
2. - Overwhelmed - 2:07
3. - Eighty-Six That (Anthem) - 3:41
4. - As I Was - 3:27
5. - Jason's Song -2:49
6. - Sheridan - 3:23
7. - Return To Me - 3:30
8. - Sheridan (Acoustic) - 3:07

## Formazione
- Jason Dunn - voce
- Dave Clark - chitarra
- Daniel Biro - basso e voce
- Matt Paige - batteria